# Октябрьская улица (Калуга)
Октябрьская улица — улица в исторической части Калуги, проходит от улицы Суворова до, с перерывом у улицы Парижской Коммуны, улицы Космонавта Волкова. Одна из границ Парка имени Циолковского.

## История
Проложена по городской окраине. На плане города 1778 года по линии улицы проходил ограничивающий городскую территорию вал и ров
Историческое название — Больничная. Лечебное учреждение находится в районе улицы до сих пор — Калужская городская клиническая больница № 5".
Современная улица включила две прежние — Подвязовскую (между современными улицами Суворова и Академика Королёва) и Загородную (от улицы Академика Королёва к Оке). Прежнее название второй части улицы связано с городским парком — Загородным садом (ныне — Парк имени Циолковского). В конце XIX — начале XX веков на примыкающей к улице территории за Загородным садом располагались Загородносадские казармы. Одна из пересекающих улицу улиц носила название Париж, что, возможно, было связано с красотой этого места (ныне это улица Парижской Коммуны).
С установлением советской власти получила имя русского философа Владимира Соловьева (1853—1900). Современное название, с 1934 года, в честь Октябрьской революции в России.

## Достопримечательности
Жилой дом Унковских (конец XIX — начало XX века)

## Известные жители
д. 4 (улица Академика Королёва) — Г. М. Сычёв (1934—2009), мемориальная доска